# Estación de Knonau
La estación de Knonau es una estación ferroviaria de la comuna suiza de Knonau, en el Cantón de Zúrich.

## Historia y Situación
La estación se encuentra ubicada en la zona sureste del núcleo urbano de Knonau. Fue inaugurada en 1864 con la apertura de la línea férrea Zúrich - Zug por parte del  Zürich-Zug-Luzern-Bahn. Cuenta con un total de dos andenes laterales, por los que pasan dos vías.
En términos ferroviarios, la estación se sitúa en la línea Zúrich - Zug. Sus dependencias ferroviarias colaterales son la estación de Mettmenstetten hacia Zúrich y la estación de Steinhausen en dirección Zug.

## Servicios ferroviarios
Los servicios ferroviarios de esta estación están prestados por SBB-CFF-FFS:

### S-Bahn Zúrich
La estación está integrada dentro de la red de trenes de cercanías S-Bahn Zúrich, y en la que efectúan parada los trenes de varias líneas pertenecientes a S-Bahn Zúrich:
- S 9 Schaffhausen – Rafz – Zúrich HB – Stettbach – Uster
- S N9 Zúrich HB – Affoltern am Albis (– Zug)